# Estação Ponte dos Carvalhos
A Estação Ponte dos Carvalhos é uma das estações do VLT do Recife, situada em Cabo de Santo Agostinho, entre a Estação Pontezinha e a Estação Santo Inácio.
Foi inaugurada em 1858 e atende a moradores e trabalhadores do distrito de Ponte dos Carvalhos, em Cabo de Santo Agostinho.

## História
A estação foi originalmente inaugurada em 1858, denominada de Ilha, como sendo uma das estações da Estrada de Ferro Recife ao São Francisco. Em 1905, a estação Ilha passou a fazer parte do Ramal Recife-Maceió. Esse ramal de passageiros funcionou até os anos 80. Atualmente a estação faz parte da Linha Cajueiro Seco–Cabo do VLT do Recife, sendo chamada pelo nome atual.